# Lugnås
Lugnås ist ein Ort in der schwedischen Gemeinde Mariestad. Er liegt etwa 12 Kilometer südwestlich der Stadt Mariestad auf dem Lugnåsberg, dem kleinsten und nördlichsten Tafelberg Västergötlands.

## Geschichte
Bei Lugnås begann man schon im 12. Jahrhundert Mühlsteine aus der Gneisschicht des Lugnåsberges zu schlagen. Mitte des 19. Jahrhunderts stieg die Nachfrage so stark an, dass der Betrieb industrielle Züge annahm. Mehrere hundert Meter lange horizontale Gänge entstanden auf diese Weise. Mühlsteine aus Lugnås wurden u. a. nach Afrika und in die Türkei exportiert. Doch nach dem Ende des Ersten Weltkrieges wurden die von Hand geschlagenen Natursteine durch Kunststeine verdrängt und 1919 wurde der letzte Mühlstein in Lugnås gefertigt. Ein fünf Kilometer langer Lehrpfad, der seinen Ausgangspunkt vom Naturreservat Klosterängen nimmt, erzählt die Geschichte von Lugnås. Heute führt die Europastraße 20 und die Eisenbahnlinie Kinnekullebanan am Ort vorbei.